# Phanyllis-Maler
Der Phanyllis-Maler war ein attischer Vasenmaler der Übergangszeit zwischen dem schwarz- und rotfigurigen Stil. Seine Werke werden an das Ende des 6. und den Beginn des 5. Jahrhunderts v. Chr. datiert.
Der Phanyllis-Maler wurde nach einer Vase benannt, die im Heiligtum der Hera auf Delos gefunden wurde. Dort ist inschriftlich eine Frau namens Phanyllis als weihende Person angegeben. Der Phanyllis-Maler bemalte kleine Vasenformen, vor allem Lekythen. Von ihm sind die ersten Vasen bekannt, die in der Six’schen Technik verziert wurden. Er war namengebend für die sehr produktive Phanyllis-Gruppe.